# Олена Љашенко
Олена Љашенко (укр. Ляшенко Олена; Кијев, 8. септембар 1976) је украјинска уметничка клизачица. На европском првенству у уметничком клизању 2004. је освојила сребрну, а 1995. и 2005. бронзану медаљу.

## Биографија
Љашенкова је почела да клиза 1980. године. Три пута је освајала медаље на европским првенствима, седам пута је била државни шампион, а четири пута олимпијски. На светском првенству је девет пута била међу првих десет. Највећи успех је било освојено шесто место 1994. и 2002. године. Повукла се у току сезоне 2005/2006. како би се опоравила од повреде. Повреде су постале проблематичне после националног шампионата. Није наступала на европском првенству 2006, али је успела да изађе на Олимпијаду. Касније се повукла.
Љашенкова се удала за украјинског петобојца Андреја Јефеменка лета 2005. Очекују прво дете. После повлачења, одселила се из Украјине, и почела да тренира децу из Мађарске, Аустрије, Јапана и Кине. Она такође учествује у украјинској верзији клизања са познатима.

## Спортски резултати
| Такмичење/Сезона                        | 1994 | 1995 | 1996 | 1997 | 1998 | 1999 | 2000 | 2001 | 2002 | 2003 | 2004 | 2005 | 2006 |
| Зимске олимпијске игре                  | XIX  | -    | -    | -    | IX   | -    | -    | -    | VI   | -    | -    | -    | XVII |
| Светско првенство у уметничком клизању  | VI   | IX   | XII  | -    | VII  | VIII | X    | VIII | VI   | VII  | XI   | X    | -    |
| Европско првенство у уметничком клизању | -    | III  | IV   | V    | V    | VII  | V    | IV   | IX   | V    | II   | III  | -    |
| Првенство Украјине у уметничком клизању | IV   | II   | I    | II   | II   | I    | I    | I    | II   | I    | -    | I    | I    |
| Grand Prix Final                        | -    | -    | -    | -    | -    | -    | -    | -    | -    | -    | IV   | -    | -    |
| Skate Canada                            | -    | -    | -    | IX   | -    | I    | -    | -    | -    | -    | -    | -    | -    |
| Nations Cup                             | -    | -    | -    | VI   | -    | -    | -    | -    | -    | -    | -    | -    | -    |
| Cup of China                            | -    | -    | -    | -    | -    | -    | -    | -    | -    | I    | -    | IV   | -    |
| Cup of Russia                           | -    | -    | -    | -    | -    | -    | -    | -    | -    | I    | -    | -    | -    |
| NHK Trophy                              | -    | -    | -    | -    | -    | -    | -    | -    | -    | II   | -    | III  | -    |
| Skate Israel                            | -    | -    | II   | III  | -    | -    | -    | -    | -    | -    | -    | -    | -    |